# Stegna (Archangelos)
Stegna (griechisch Στεγνά (n. pl.)) ist ein Ortsteil von Archangelos auf der griechischen Insel Rhodos. Das Dorf liegt knapp 3 km östlich von Archangelos, ungefähr 30 km südlich von Rhodos-Stadt und 20 km nördlich von Lindos entfernt.
Stegna war früher eine Wochenendsiedlung der Einwohner von Archangelos und Lindos, erst in den 1980er Jahren wurde der Ort für den Tourismus erschlossen.

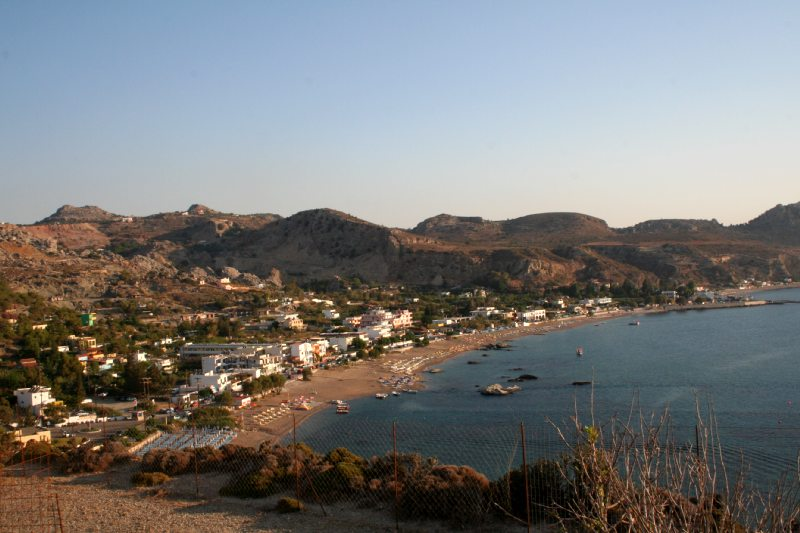
Stegna

Inzwischen ist Stegna zu einer beliebten Badebucht geworden, die von Archangelos über eine gut ausgebaute aber steile Asphaltstraße erreichbar ist. In den letzten Jahren haben sich in Stegna mehrere Appartementhäuser, Tavernen und Geschäfte angesiedelt. Am Ende der Bucht gibt es ein Hotel, das sich harmonisch in die Bucht einfügt, aber starken Verkehr von Transferbussen mit sich gebracht hat. Der ca. 2 km lange Sand/Kiesstrand fällt flach ins Wasser ab. Am Ende des Strandes befindet sich ein kleiner Fischerbootshafen. Ein paar kleine Inseln sind der Bucht vorgelagert. Wie an der gesamten Ostküste von Rhodos ist auch hier kaum mit starkem Wind und Wellengang zu rechnen.